# Сабляки Модруські
45°07′ пн. ш. 15°17′ сх. д. / 45.12° пн. ш. 15.28° сх. д.
Сабляки Модруські (хорв. Sabljaki Modruški) — населений пункт у Хорватії, в Карловацькій жупанії у складі громади Йосипдол.

## Населення
Населення за даними перепису 2011 року становило 50 осіб.
Динаміка чисельності населення поселення: